# برونه (استان ووتسکی)
برونه (به لهستانی:  Brony) یک روستا در لهستان است که در گمینا کژژانوو واقع شده‌است. برونه ۸۰ نفر جمعیت دارد.